# دان كليمنس
دان كليمنس (بالإنجليزية: Dan Clemens)‏ هو سياسي أمريكي، ولد في 3 يناير 1945. حزبياً، نشط في الحزب الجمهوري. توفي يوم 22 يوليو 2019.